# インナー・テンプル

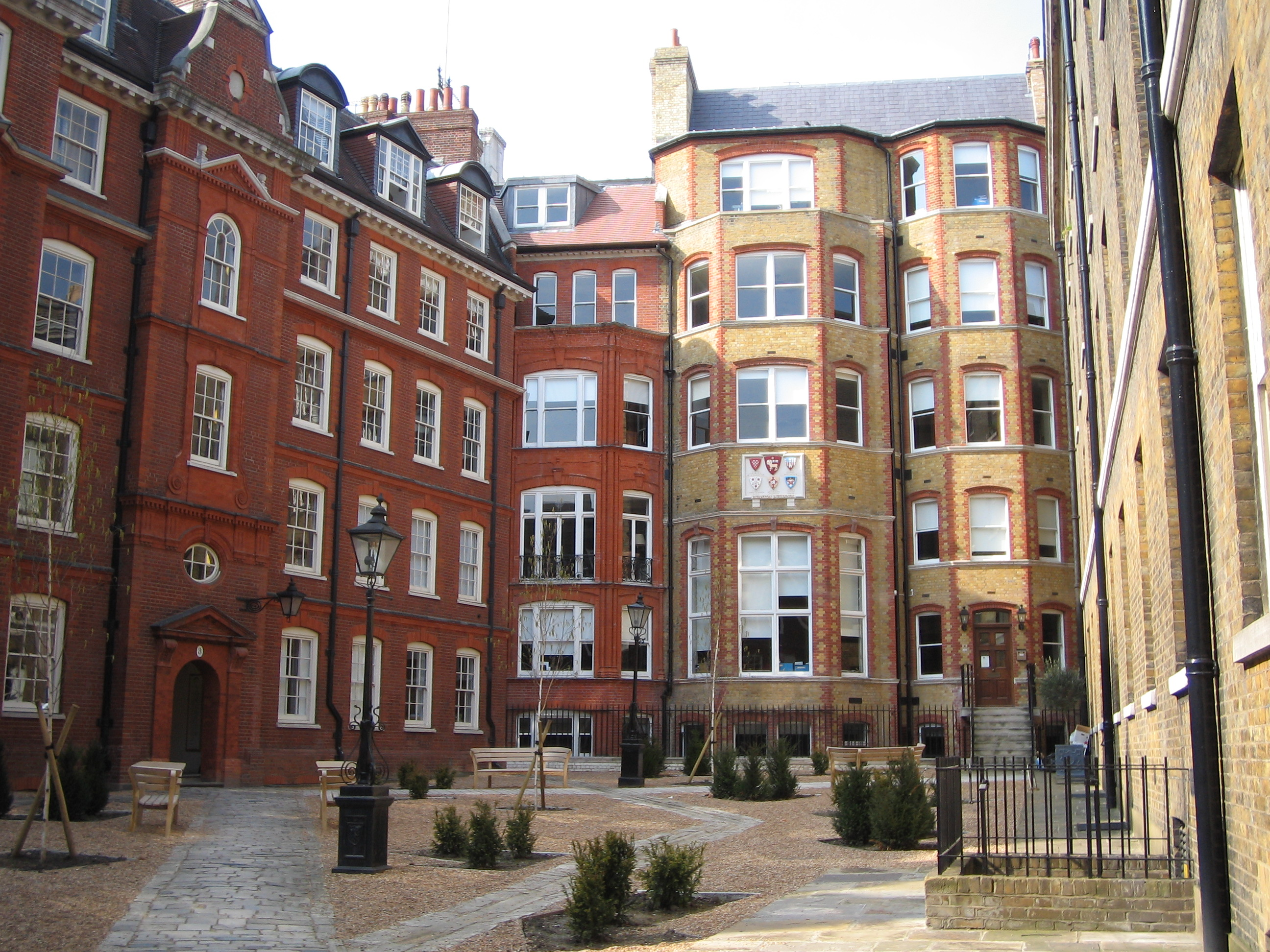
Inner Temple

インナー・テンプル (The Honourable Society of the Inner Temple) は、ロンドン中心部シティのテンプル地区にある法曹院である。ロンドンに4つある法曹院の1つで、他にミドル・テンプル（テンプル教会を共有）、グレイ法曹院、リンカーン法曹院がある。法曹院は法廷弁護士の養成・認定に関する独占的な権限を持ち、イングランドとウェールズのすべての法廷弁護士および裁判官は4つの法曹院のいずれかに所属することが法律によって義務づけられている。
インナー・テンプルはシティの域内にあるが「リバティ」(Liberty) と呼ばれる自治体としての地位をもっており、シティの管轄下にはない。
ロンドン地下鉄の最寄り駅はテンプル駅。

## 概要

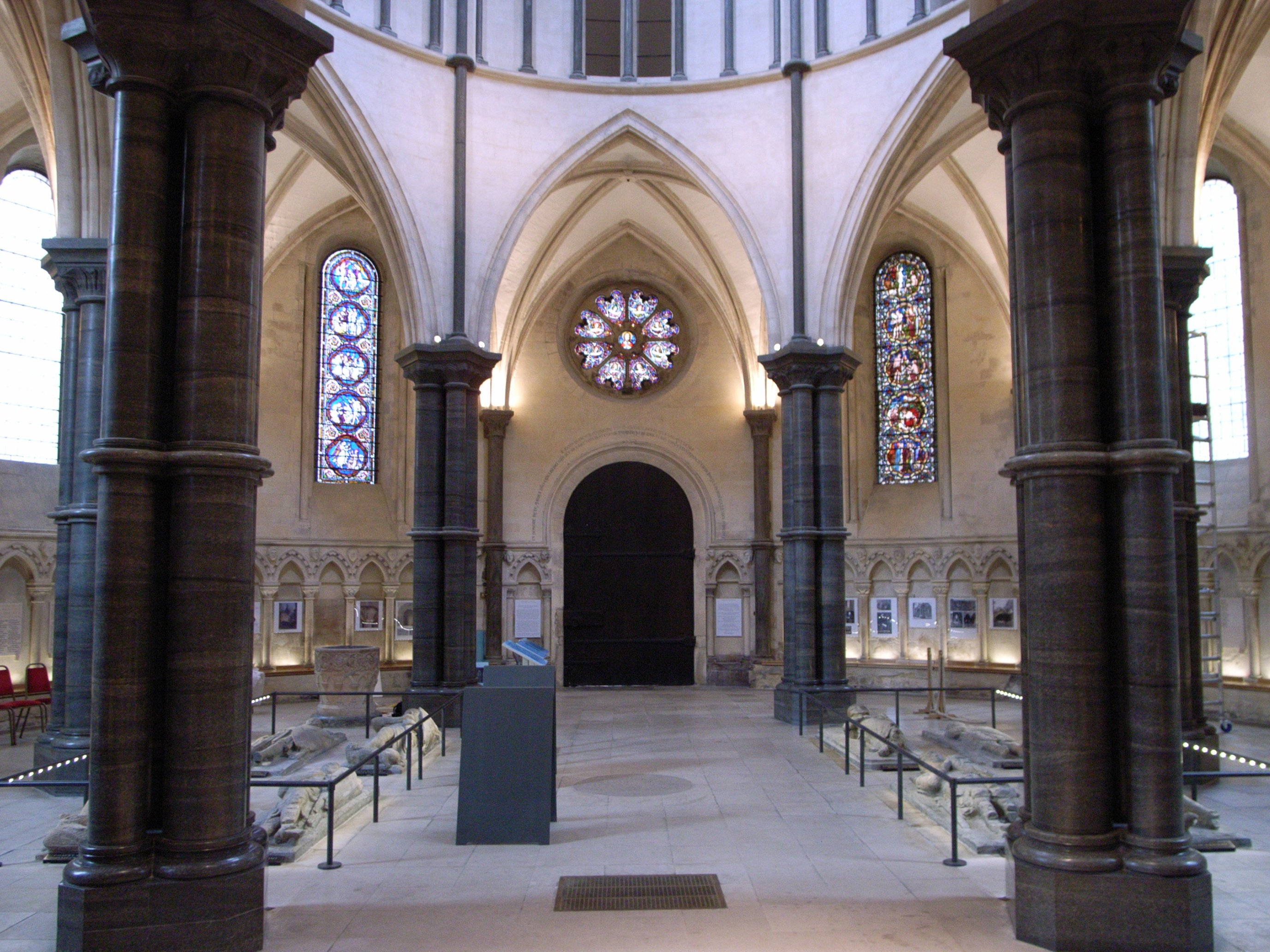
テンプル教会
イングランド国教会に属する教会で、教会をミドル・テンプルと共有している。

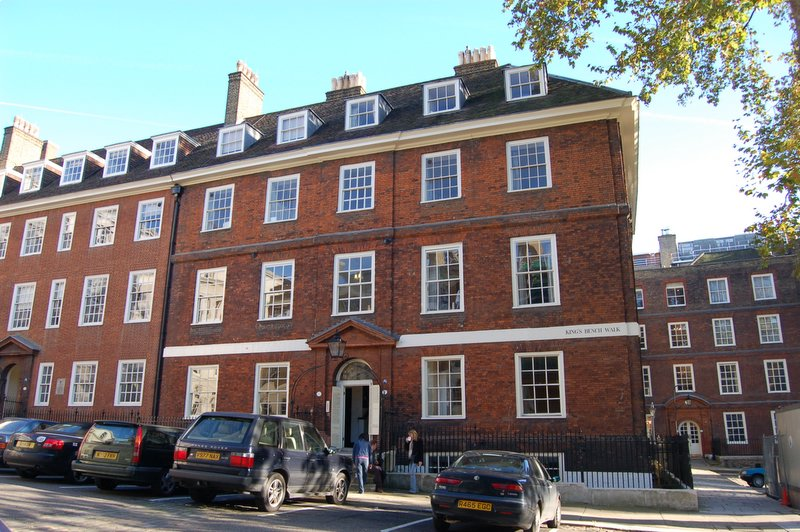
King's Bench Walk

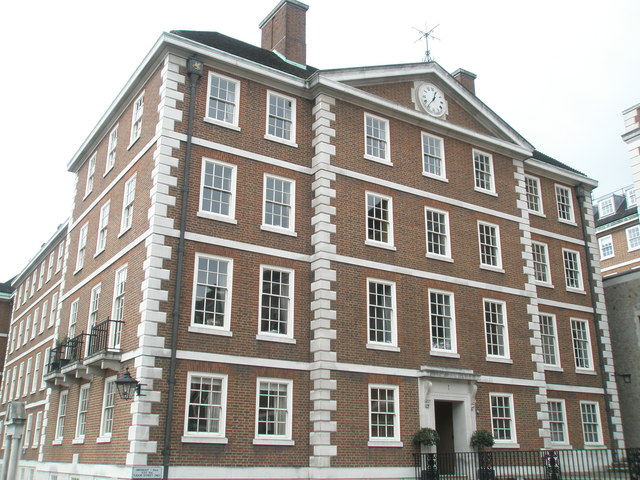
Crown Office Row

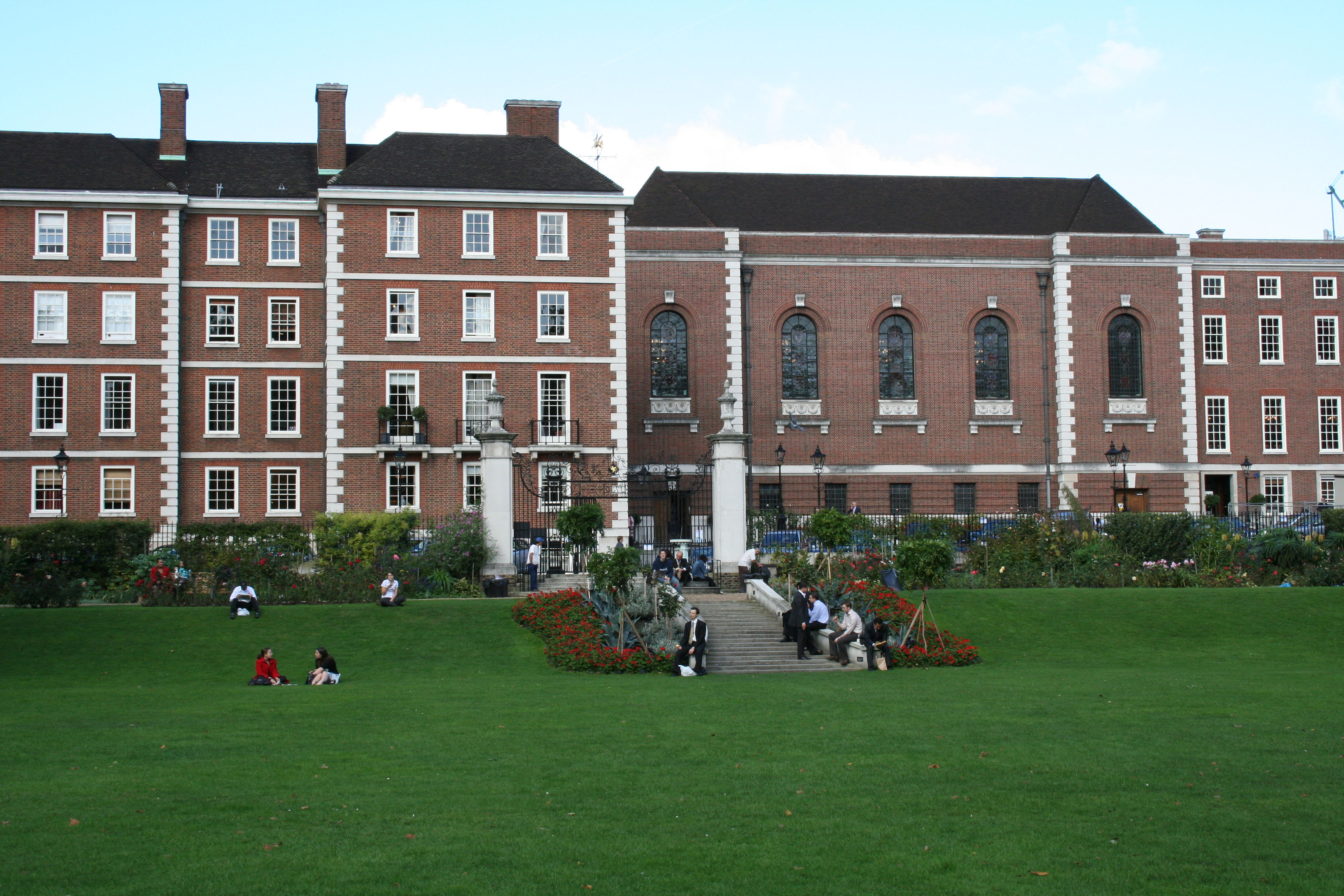
Inner Temple Gardens

インナー・テンプルは法廷弁護士の育成・認定を行う非営利の協会組織である。他の3つの法曹院同様に、5世紀以上におよぶ歴史を持ち、その敷地内に図書館、宿泊施設、ダイニング、チャペル、庭園などを持つ。他の法曹院と同様にインナー・テンプルがいつ頃成立したのか、定かではない。インナー・テンプルが記録に登場するのは1460年、国権に正式にステータスを認められたのが1608年であるが、インナー・テンプルは13世紀前半頃までその歴史を遡れると考えられている。記録に残っている1460年を基準にすると、インナー・テンプルは2番目に古い法曹院ということになる。ただし４つの法曹院は伝統的に同格であり、どの法曹院が最古かという論争はしないことになっているので、公式に最古の法曹院が決まっているわけではない。
インナー・テンプルがあるのは、かつてテンプル騎士団が開拓し"The Temple" (テンプル)と今でも呼ばれている場所である。12世紀、テンプル騎士団はこの場所に宿泊施設や食堂、国王が滞在するための建物、貯蔵庫、厩舎、そしてテンプル教会（800年以上経て現存するイングランド国教会の教会）などを建てた。記録によるとエルサレム総主教のPatriarch Heracliusが1185年2月10日にイングランド国王ヘンリー2世とともにテンプルの開所式を執り行ったとある。王はたびたびテンプルに滞在した。例えばイングランド王ジョンは1215年、テンプル滞在中に男爵などの貴族から国王の権限の制限と彼らの権利の拡大を突きつけられている。これが同年、マグナ・カルタにつながり、その調印の場にはテンプル騎士団の代表も立ち会っている。このようなテンプル騎士団とイングランド王室との蜜月関係に守られ、テンプルはある種の特区のような形に発展した。この”特区”は13世紀ロンドンの金融取引の一翼を担うようになる。そして金融取引の増大とともにテンプルには法曹関係者が住み着くようになった。しかし、テンプル騎士団は1290年までに聖地エルサレムを完全に失い、1312年ヴィエンヌ公会議で解散を命じられるまで急速に凋落した。これに伴い、"特区"としてのテンプルの隆盛にもかげりが見え始める。
テンプルが金融取引の地から現在まで続く法曹養成の地に変貌した大きな要因は1339年、ヨークに移転していた中央法廷がロンドンのウエストミンスターに戻ってきたことにある。1340年代には原始的な法曹関係者組織が整備されていた記録があり、そこで法学の講義が行われていた。ところが1381年に起きたワット・タイラーの乱により多くの建物が破壊されしまう。さらに、原因が定かではないが、テンプルにあった法曹院が1388年までにインナー・テンプルとミドル・テンプルの2つに分かれたと考えられている。以来、テンプルの東半分がインナー・テンプルの敷地となる。しかし、14世紀のインナー・テンプルについては直接的な資料がなく、1400年以前にインナー・テンプルの会員だったと判明しているのは、William Gascoigne などたった5名のみである。
15世紀、イングランド北部出身者が多く集まったインナー・テンプルの生徒の多くはジェントリまたは貴族階級出身者で、真剣に法曹を目指すものは希であった。しかし、模擬裁判などを通じての教育や寮での集団生活など現代に続く法曹院教育がこのころ形作られていく。そして15世紀後半、インナー・テンプルは最初の黄金期を迎える。イングランド国王リチャード3世の主な法律顧問職をインナー・テンプル会員が独占したのだ。16世紀、コモン・ローの発展に伴い、他の法曹院と同様にインナー・テンプルも拡大期に入る。16世紀後半のインナー・テンプルには弁護士事務所が100以上もあり、法廷弁護士候補生も150名以上在籍していた。
1608年には、ジェームズ1世との合意によって、インナー・テンプルとミドル・テンプルの2つの法曹院は、イングランド国教会のテンプル教会とその礼拝を維持するという条件で、テンプルの土地と教会の占有権が特許状により授与された。特許状は今日でも有効であり、これらの条件は現在も守られている。
17世紀中盤の1642年に、エッジヒルの戦いからイングランド内戦に発展すると、内戦終結までの4年間インナー・テンプルは閉鎖される。18世紀から19世紀にかけてはイギリス帝国の発展・拡大にともない、インナー・テンプルの会員にイングランド人ではない者が増える。この頃、インナー・テンプル内の多くの建物が建て替えられ、ヴィクトリア朝風の力強い建築物に変わった。また20世紀に入ると女性にも法曹院の門戸が開かれ、1922年に女性初の法廷弁護士がインナー・テンプルから輩出されている。
インナー・テンプルで現存する建物で最古のものは"King's Bench Walk"と呼ばれる1680年頃に建てられたビルである。設計者はロンドン大火後にセント・ポール大聖堂などを手がけたクリストファー・レンである。この建物はイギリス指定建造物一級に認定されており、法律によって保護されている。またインナー・テンプル・ホールと呼ばれる建物の一部は中世のテンプル騎士団が建設した "buttery"と呼ばれる食料貯蔵庫を部分的に再利用している。"Crown Office Row"と呼ばれる建物群は1882年まで、大法官庁 (Chancery) の国璽部があったことに由来している。父がインナー・テンプルで働いていたためか、小説家チャールズ・ラムはこの建物で生を受けている。インナー・テンプルの図書館は1506年には記録に登場する。現在7万冊の司法関係書籍を揃えるこの図書館は、カナダ、香港、インド共和国、パキスタン・イスラム共和国、カリブ諸国の司法関係書籍も収集している。なお、"King's Bench Walk"の1棟を除くインナー・テンプルの建築物は1941年のナチス・ドイツによるロンドン空襲"the Blitz"により大きな被害を受け、図書館にあった多くの蔵書や資料も焼失している。このため、現在のインナー・テンプルの建物の多くは第二次世界大戦後に大規模な改修または完全な建て替えを経験している。
インナー・テンプルは『ダ・ヴィンチ・コード』など数々の小説や映画の舞台になっている。インナー・テンプルの敷地には誰でも無料でその敷地に入ることができ、James Piers St Aubyn設計でテムズ川沿いの美しい庭やヴィクトリア朝時代の建物を見学することが出来る（ただし建物内部の見学には事前予約とツアー代金が必要）。

## 著名な関係者
英連邦や大英帝国の影響下にあった国々にはコモン・ローという中世イングランドのプランタジネット朝に生まれた法体系を採用している国が多く、また歴史的経緯からそれらの国々とイギリスの法曹の人的交流も盛んである。そのためインナー・テンプルの関係者には英国のみならず、それらの国からの留学生も多い。なお、下記の分類はあくまで主な活躍分野に基づいている。

### 政治家

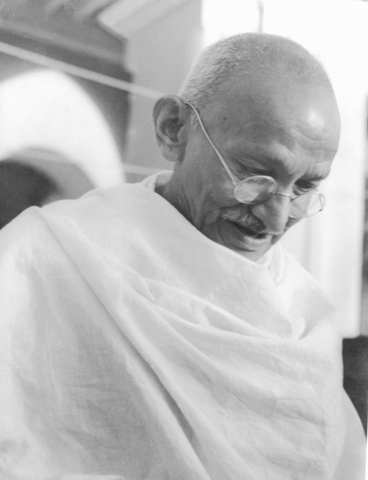
ガンディー

- マハトマ・ガンディー：インド独立の父、宗教家、政治指導者
- セシル・ローズ：英国首相（1890年 - 1896年）、ローズ奨学制度
- クレメント・アトリー：英国首相（1945年 - 1951年）
- ジョージ・グレンヴィル：英国首相（1763年 - 1765年）
- ジャワハルラール・ネルー：初代インド首相（1947年 - 1964年）
- トゥンク・アブドゥル・ラーマン：マレーシア初代首相（1957年 - 1970年）、「マレーシア独立の父」
- セレツェ・カーマ：ボツワナ共和国初代大統領（1966年 - 1980年）
- アルバート・マルガイ：シエラレオネ共和国首相 （1964年 - 1967年）
- ジャック・ストロー：大法官兼法務大臣
- ロバート・ダドリー：初代レスター伯爵、エリザベス1世の寵臣、オランダ総督
- ロバート・デヴァルー：第2代エセックス伯爵、アイルランド総督
- マイケル・ハワード：第25代保守党党首
- トマス・ウェントワース：アイルランド総督、「ロード＝ストラフォード体制」
- ウィリアム・パカ：アメリカ合衆国メリーランド州知事、アメリカ独立宣言署名
- Wasim Sajjad：パキスタン・イスラム共和国大統領（1993年）
- William Catesby：英国財務大臣（1484年）
- Christopher Hatton：大法官、オックスフォード大学学長
- Derry Irvine：大法官
- Simon Harcourt：大法官、法務長官 (Attorney General for England and Wales)
- Heneage Finch：大法官、法務長官
- Edward Thurlow：大法官、法務長官
- Richard Sharp：英国国会議員、ロンドン大学の前身ロンドン・インスティチューション (London Institution)設立、King of Clubs設立
- Thomas Sackville：大蔵卿 (Lord High Treasurer)、イングランド初のブランクヴァース詩人、オックスフォード大学学長
- Thomas Audley：英国下院議長 (Speaker of the British House of Commons)、大法官
- Roger Ludlow：アメリカ合衆国コネチカット州初代副総督、マサチューセッツ州副総督
- John Hampden：イングランド内戦期の著名政治家、アメリカ合衆国コネチカット州Hamdenなどに名前が残る
- トーマス・ウィリング：アメリカ合衆国フィラデルフィア市長

### 裁判官
- エドワード・コーク：英国高等法院首席裁判官 (Lord Chief Justice of England and Wales)、『権利の請願』
- ノーマン・バーケット：英国高等法院裁判官 (High Court of Justice)、「ニュルンベルク裁判」を担当
- George Jeffreys：大法官、英国高等法院首席裁判官、1685年の"Bloody Assizes" (「血の巡回裁判」)裁判官
- Rosalyn Higgins：国際司法裁判所 (ICJ)所長
- Abdul Rashid：パキスタン・イスラム共和国初代最高裁判所長官 (Chief Justice of Pakistan)
- Harry Woolf, Baron Woolf：英国高等法院首席裁判官
- Thomas Bromley：英国高等法院首席裁判官
- Rayner Goddard：英国高等法院首席裁判官
- William Gascoigne：英国高等法院首席裁判官
- Orlando Bridgeman：民事訴訟裁判所長官 (Chief Justice of the Common Pleas)
- Elizabeth Butler：英国高等法院家事部長官 (President of the Family Division)
- Francis William Reitz：オレンジ自由国最高裁判所長官、南アフリカ共和国初代上院議長
- George Phillippo：香港最高裁判所長官 (Chief Justice of the Supreme Court of Hong Kong)
- Sarat Kumar Ghosh：インド共和国ジャンムー・カシミール州裁判所長官
- Thomas de Littleton：裁判官、物権に関するイギリス最初の教科書"Treatise on Tenures"を執筆

### その他
- ジェームズ2世：イングランド国王
- ジョージ6世：イギリス国王
- フィリップ：エディンバラ公、イギリス女王エリザベス2世の夫
- アン：イギリス王女、プリンセス・ロイヤル
- ジョン・メイナード・ケインズ：経済学者、IMF総裁、『雇用・利子および貨幣の一般理論』
- サミュエル・ジョンソン：文学者、コロンビア大学初代学長、英語辞典 "A Dictionary of the English Language"
- ジェイムズ・ボズウェル：作家、『サミュエル・ジョンソン伝』("Life of Samuel Johnson")
- エドウィン・チャドウィック：社会改革者、英国公衆衛生調査会会長、"Nassau William Senior"
- ジェフリー・チョーサー：詩人、『カンタベリー物語』
- ブラム・ストーカー：小説家、『吸血鬼ドラキュラ』
- ジョン・セルデン：歴史家、『十分の一税の歴史』("History of tithes")、『食卓談話』("Table Talk")
- フランシス・ドレーク：海賊、海軍提督、「エル・ドラコ（ドラゴン=悪魔の権化）」として知られる。
- カール・ピアソン：数理統計学者
- ジョン・オースティン：法哲学者、『法実証主義』
- トマス・ピンクニー：アメリカ合衆国の外交官、在イギリスアメリカ合衆国大使、『ピンクニー条約』、シンシナティ協会会長
- A・J・P・テイラー：歴史家
- アントニー・ホルボーン：ルネサンス音楽の作曲家
- ダグラス・ロウ：オリンピック男子800m金メダリスト (パリオリンピック (1924年)、アムステルダムオリンピック (1928年))
- ワーリントン・ベーデン＝パウエル：シースカウト創設者
- ウィリアム・カークウッド：明治期日本のお雇い外国人、司法省顧問。
- Constantin Karadja：ルーマニアの著名外交官、諸国民の中の正義の人
- Ernest de Silva：スリランカの著名慈善家、セイロン銀行 (Bank of Ceylon)設立者
- Henry Fielding Dickens：王立顧問弁護団 (King's Counsel (KC))、小説家チャールズ・ディケンズの息子
- Richard Corney Grain：ヴィクトリア朝時代のエンターテイナー、作曲家
- Musa Alami：パレスチナ人著名ナショナリスト
- Robert Erskine Childers：アイルランド人ナショナリスト、"The Riddle of the Sands"の著者
- Richard Searby：ニューズ・コープ傘下の複数企業の会長
- Ivy Williams：初の女性法廷弁護士、初の女性民法博士号 (オックスフォード大学 Doctor of Civil Law)
- John Mortimer：脚本家、"Rumpole of the Bailey"など
- William Schwenck Gilbert：サヴォイ・オペラの台本作家、"The Pirates of Penzance"など
- Thomas Hughes：法律家、作家、自身のラグビー校での生活を描いた"Tom Brown's Schooldays"で有名
- William Wycherley：脚本家、"The Country Wife"など
- Francis Beaumont：イギリス・ルネサンス演劇で活躍した脚本家、"The Masque of the Inner Temple and Gray's Inn"など
- Thomas Morton：アメリカ合衆国マサチューセッツ州Merrymountを開拓
- Arthur Brooke：詩人、"The Tragical History of Romeus and Juliet"など
- Henry Hallam：歴史家、王立協会フェロー
- Thomas Norton：脚本家、Thomas Sackvilleとの共作悲劇 "Gorboduc"を女王エリザベス1世を迎えインナー・テンプルで上演
- Edward Marshall-Hall：ヴィクトリア朝時代の法廷弁護士、"Green Bicycle Case"などを担当
- Edwin James：王立顧問弁護団初の弁護士資格剥奪者 (Disbarment)、その後ニューヨークで弁護士として活躍
- Helmuth James Graf von Moltke：国際法律家、反ナチスドイツグループKreisau Circle設立者
- William Hawkins：上級法廷弁護士 (Serjeant-at-law)、刑法に関する書籍 "Treatise of Pleas of the Crown"

## ギャラリー

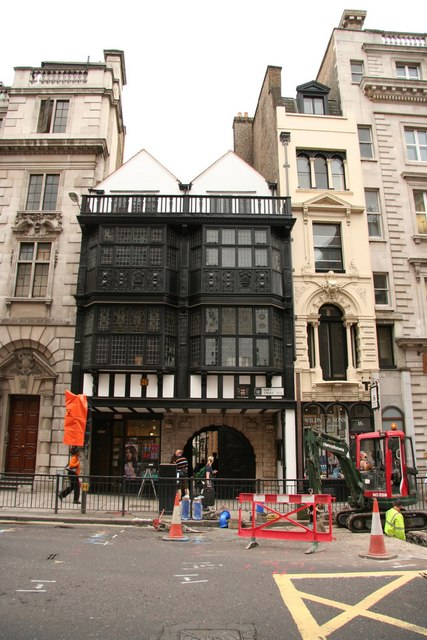
テンプルへの入口
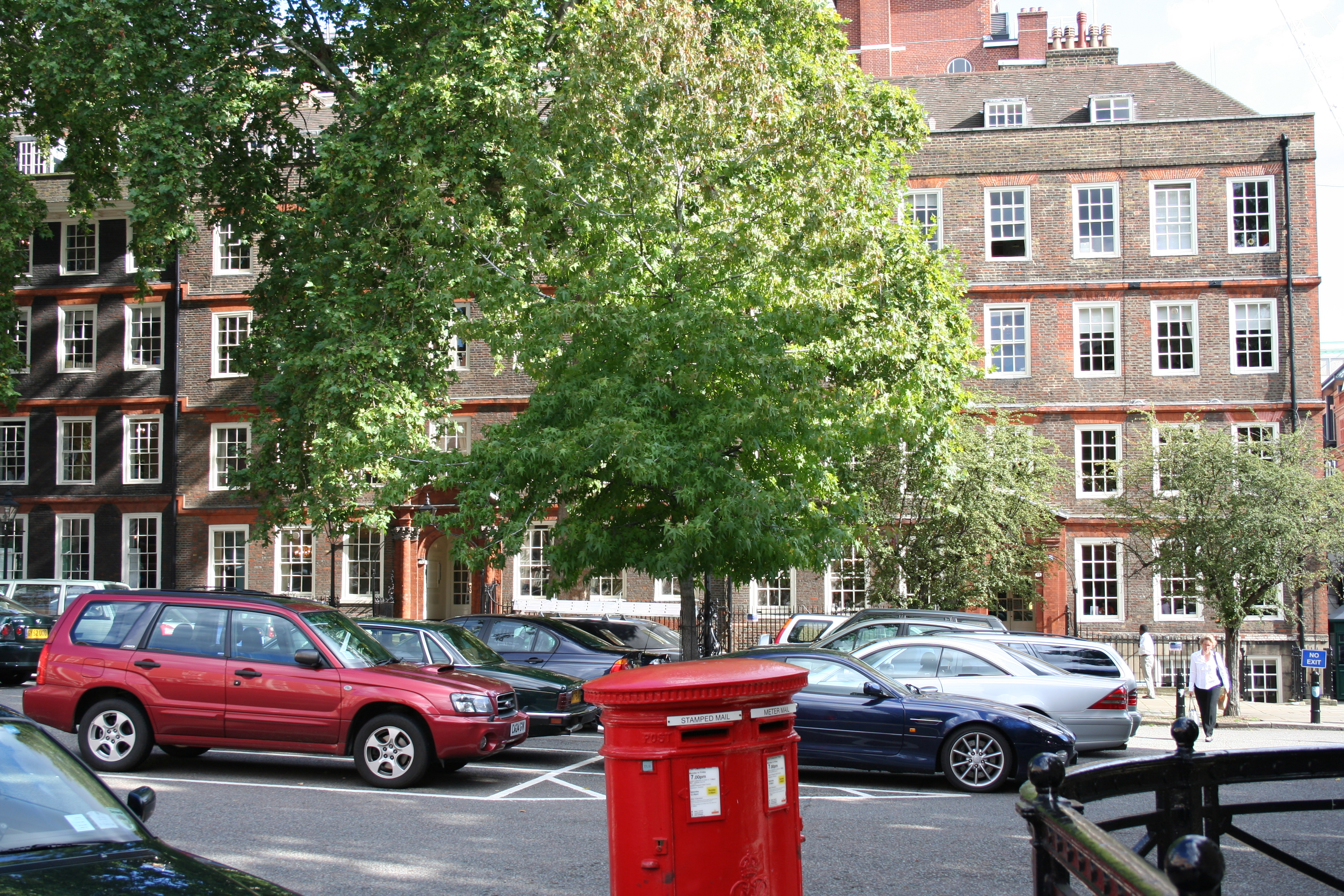
インナー・テンプル駐車場
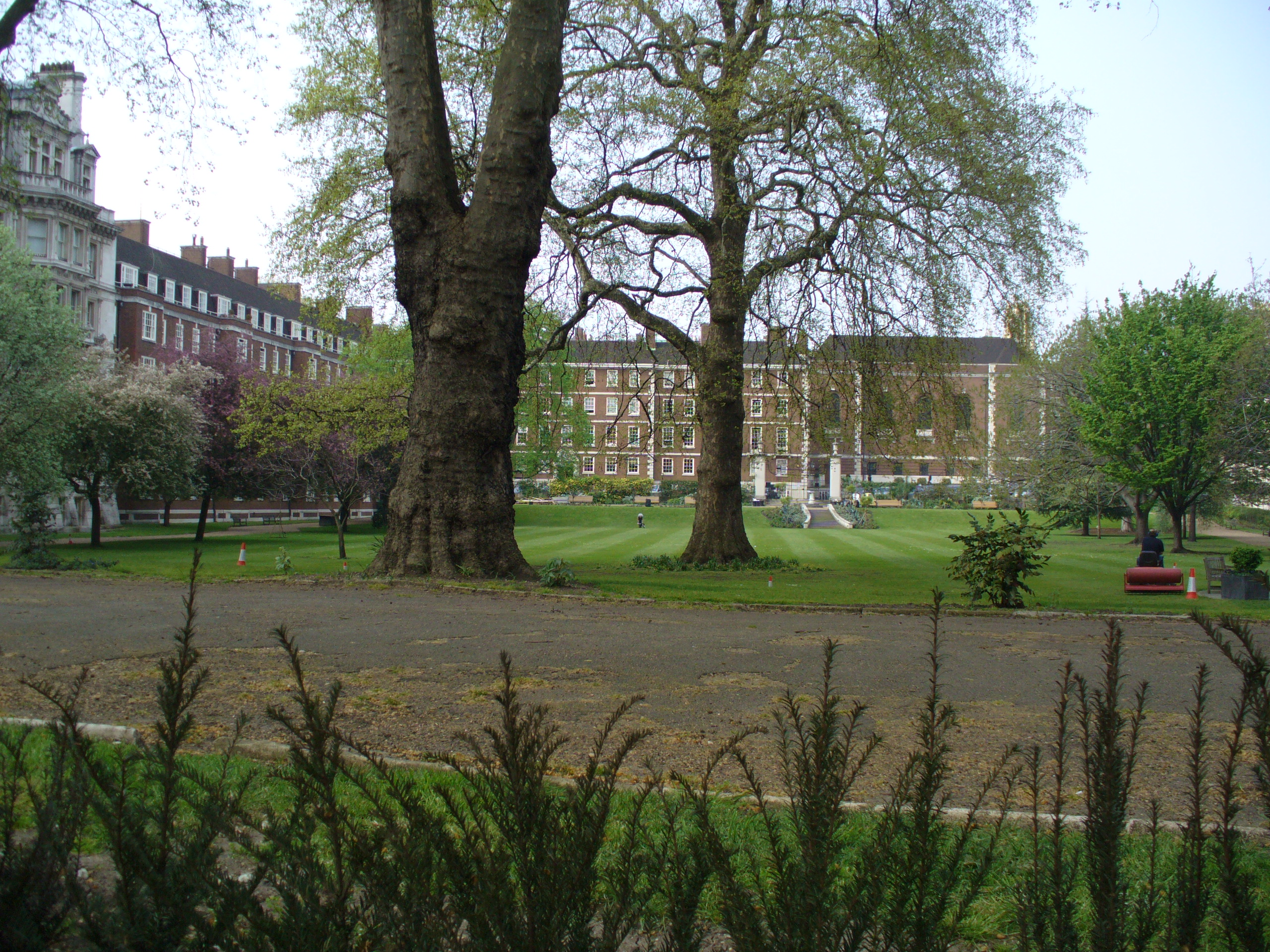
インナー・テンプルの庭園(1)
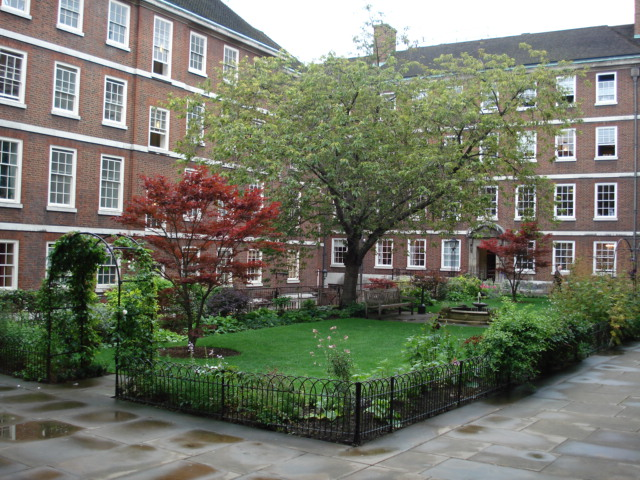
インナー・テンプルの庭園(2)